# Ganoderma cehengense
Ganoderma cehengense är en svampart som beskrevs av X.L. Wu 1995. Ganoderma cehengense ingår i släktet Ganoderma och familjen Ganodermataceae.   Inga underarter finns listade i Catalogue of Life.